# تیم ملی فوتبال زنان فیلیپین
تیم ملی فوتبال زنان فیلیپین (انگلیسی: Philippines women's national football team) نماینده فوتبال زنان این کشور در رده ملی است و تحت نظارت فدراسیون فوتبال فیلیپین قرار دارد.